# 安嘉·魯貝克
安嘉·魯貝克（Anja Rubik, 1983年6月11日—），波兰超級名模。她是高級時裝品牌：Balenciaga、Gucci的代言人。她也是维多利亚的秘密的模特兒。安嘉上過RUSSH、VOGUE、Nylon及Numéro等雜誌封面，也有參與Gucci、Chanel、Balmain等著名時裝及奢侈品的時裝展。2012年8月31日，安嘉登上Models.com的Industry Icons，直接成為殿堂級超模。

## 個人生活
安嘉的丈夫是塞尔维亚男模Sasha Knezevic，两人于2010年圣诞节前夕在维也纳订婚， 并在次年七月十六日结婚。